# Сезон ФК «Динамо» (Київ) 2003—2004
Сезон «Динамо» (Київ) 2003–2004 — 13-й сезон київського «Динамо» у чемпіонатах України.

## Склад команди
| №  | Поз. | Нац.                 | Гравець                |
| -- | ---- | -------------------- | ---------------------- |
| 1  | ВР   | Україна              | Олександр Шовковський  |
| 21 | ВР   | Україна              | Віталій Рева           |
| 13 | ЗХ   | Сербія та Чорногорія | Горан Саблич           |
| 4  | ЗХ   | Україна              | Олександр Головко      |
| 26 | ЗХ   | Україна              | Андрій Несмачний       |
| 27 | ЗХ   | Грузія               | Олександр Амісулашвілі |
| 6  | ЗХ   | Україна              | Юрій Дмитрулін         |
| 19 | ЗХ   | Україна              | Олександр Яценко       |
| 32 | ЗХ   | Сербія та Чорногорія | Горан Гавранчич        |
| 5  | ЗХ   | Бразилія             | Алессандро             |
| 30 | ЗХ   | Марокко              | Бадр Ель-Каддурі       |
| 3  | ЗХ   | Україна              | Сергій Федоров         |
| 7  | ПЗ   | Хорватія             | Єрко Леко              |
| 24 | ПЗ   | Сербія та Чорногорія | Периця Огненович       |
| 8  | ПЗ   | Білорусь             | Валентин Белькевич     |
| 15 | ПЗ   | Бразилія             | Діого Рінкон           |
| 17 | ПЗ   | Румунія              | Тіберіу Гіоане         |

| №  | Поз. | Нац.       | Гравець             |
| -- | ---- | ---------- | ------------------- |
| 84 | ПЗ   | Литва      | Едгарас Чеснаускіс  |
| 88 | ПЗ   | Україна    | Олександр Алієв     |
| 10 | ПЗ   | Румунія    | Флорін Чернат       |
| 37 | ПЗ   | Нігерія    | Аїла Юссуф          |
| 11 | ПЗ   | Болгарія   | Георгі Пеєв         |
| 2  | ПЗ   | Білорусь   | Олександр Хацкевич  |
| 14 | ПЗ   | Україна    | Андрій Гусін        |
| 9  | ПЗ   | Україна    | Олександр Мелащенко |
| 22 | ПЗ   | Україна    | Денис Онищенко      |
| 33 | ПЗ   | Україна    | Руслан Бідненко     |
| 20 | ПЗ   | Україна    | Олег Гусев          |
| 29 | НП   | Білорусь   | Сергій Корніленко   |
| 16 | НП   | Узбекистан | Максим Шацьких      |
| 18 | НП   | Аргентина  | Роберто Нанні       |
| 9  | НП   | Бразилія   | Клебер              |
| 25 | НП   | Україна    | Артем Мілевський    |
| 23 | НП   | Латвія     | Маріс Верпаковскіс  |

## Чемпіонат України
| Матч № 1 12 липня 2003 | «Динамо» (Київ)                          | 5 - 1 | Волинь         | Київ                                                  |  |
|                        | 32'Хацкевич 45', 83'Белькевич 78'Шацьких |       | 59 а'Гавранчич | Стадіон: «Динамо» ім. В. Лобановського Глядачі: 8,000 |  |

| Матч № 2 17 липня 2003 | Чорноморець | 1 - 0 | «Динамо» (Київ) | Одеса                                  |  |
|                        |             |       | 59'Косирін      | Стадіон: «Чорноморець» Глядачі: 21,000 |  |

| Матч № 3 22 липня 2003 | «Динамо» (Київ)             | 3 - 0 | Арсенал (Київ) | Київ                                                   |  |
|                        | 26'Леко 29'Шацьких 83'Гусев |       |                | Стадіон: «Динамо» ім. В. Лобановського Глядачі: 12,000 |  |

| Матч № 4 27 липня 2003 | «Кривбас» | 0 - 1 | «Динамо» (Київ) | Кривий Ріг                          |  |
|                        |           |       | 66'Белькевич    | Стадіон: «Металург» Глядачі: 20,000 |  |

| Матч № 5 3 серпня 2003 | «Динамо» (Київ)                | 2 - 1 | «Дніпро» (Дніпропетровськ) | Київ                                                   |  |
|                        | 55'Алессандро 90+2 п'Гавранчич |       | 50'Ротань                  | Стадіон: «Динамо» ім. В. Лобановського Глядачі: 15,000 |  |

| Матч № 6 17 серпня 2003 | Металург З                | 2 - 2 | «Динамо» (Київ)    | Запоріжжя                        |  |
|                         | 64'Пестряков 90'Невмивака |       | 14'Гіоане 71'Гусев | Стадіон: Авто ЗАЗ Глядачі: 6,300 |  |

| Матч № 7 31 серпня 2003 | «Динамо» (Київ)            | 3 - 0 | Борисфен | Київ                                                  |  |
|                         | 5', 81'Шацьких 12'Онищенко |       |          | Стадіон: «Динамо» ім. В. Лобановського Глядачі: 7,000 |  |

| Матч № 8 13 вересня 2003 | «Карпати» (Львів)         | 3 - 4 | «Динамо» (Київ)                          | Львів                            |  |
|                          | 7', 52'Мізін 11'Ковальчук |       | 16', 43'Белькевич 46'Гіоане 90+1'Шацьких | Стадіон: Україна Глядачі: 18,000 |  |

| Матч № 9 21 вересня 2003 | «Динамо» (Київ)        | 3 - 0 | Зірка (Кропивницький) | Київ                                                  |  |
|                          | 23'Мілевський 78'Гусев |       |                       | Стадіон: «Динамо» ім. В. Лобановського Глядачі: 3,000 |  |

| Матч № 10 26 вересня 2003 | Оболонь | 0 - 4 | «Динамо» (Київ)                         | Київ                                   |  |
|                           |         |       | 24 п'Гавранчич 29', 55'Шацьких 50'Гусев | Стадіон: «Олімпійський» Глядачі: 2,500 |  |

| Матч № 11 5 жовтня 2003 | «Динамо» (Київ) | 1 - 1 | «Шахтар» (Донецьк) | Київ                                                   |  |
|                         | 67'Рінкон       |       | 6'Тимощук          | Стадіон: «Динамо» ім. В. Лобановського Глядачі: 19,000 |  |

| Матч № 12 17 жовтня 2003 | «Динамо» (Київ)  | 2 - 0 | Іллічівець | Київ                                                  |  |
|                          | 67'Леко 90'Гусев |       |            | Стадіон: «Динамо» ім. В. Лобановського Глядачі: 2,700 |  |

| Матч № 13 25 жовтня 2003 | «Металург» (Донецьк) | 0 - 3 | «Динамо» (Київ)                     | Донецьк                                  |  |
|                          |                      |       | 21'Онищенко 66'Шацьких 80'Белькевич | Стадіон: РСК Олімпійський Глядачі: 9,000 |  |

| Матч № 14 1 листопада 2003 | «Динамо» (Київ)          | 2 - 1 | «Ворскла-Нафтогаз» (Полтава) | Київ                                                  |  |
|                            | 26'Рінкон 86 п'Гавранчич |       | 55'Ідахор                    | Стадіон: «Динамо» ім. В. Лобановського Глядачі: 3,500 |  |

| Матч № 15 9 листопада 2003 | Таврія | 0 - 0 | «Динамо» (Київ) | Сімферополь                        |  |
|                            |        |       |                 | Стадіон: Локомотив Глядачі: 17,000 |  |

| Матч № 16 14 березня 2004 | «Динамо» (Київ) | 0 - 0 | Таврія | Київ                                                  |  |
|                           |                 |       |        | Стадіон: «Динамо» ім. В. Лобановського Глядачі: 9,000 |  |

| Матч № 17 20 березня 2004 | «Ворскла-Нафтогаз» (Полтава) | 1 - 3 | «Динамо» (Київ)                               | Полтава                                               |  |
|                           | 90+2'Целих                   |       | 25'Гусев 43'Сергій Корніленко 84'Верпаковскіс | Стадіон: «Ворскла» ім. О. Бутовського Глядачі: 24,000 |  |

| Матч № 18 27 березня 2004 | «Динамо» (Київ)      | 2 - 1 | «Металург» (Донецьк) | Київ                                                   |  |
|                           | 29', 78'Верпаковскіс |       | 15'Чечер             | Стадіон: «Динамо» ім. В. Лобановського Глядачі: 13,000 |  |

| матч № 19 4 квітня 2004 | Іллічівець | 0 - 1 | «Динамо» (Київ) | Маріуполь                           |  |
|                         |            |       | 89'Саблич       | Стадіон: Іллічівець Глядачі: 13,500 |  |

| Матч № 20 10 квітня 2004 | «Шахтар» (Донецьк)          | 2 - 4 | «Динамо» (Київ)                                   | Донецьк                                   |  |
|                          | 45'Левандовський 48'Тимощук |       | 17'Верпаковскіс 35'Діого Рінкон 61'Леко 87'Чернат | Стадіон: РСК Олімпійський Глядачі: 25,000 |  |

| Матч № 21 16 квітня 2004 | «Динамо» (Київ)         | 2 - 0 | Оболонь | Київ                                                  |  |
|                          | 38'Корніленко 42'Клебер |       |         | Стадіон: «Динамо» ім. В. Лобановського Глядачі: 5,500 |  |

| Матч № 22 24 квітня 2004 | Зірка (Кропивницький) | 0 - 1 | «Динамо» (Київ) | Кропивницький                            |  |
|                          |                       |       | 64'Гіоане       | Стадіон: Зірка (стадіон) Глядачі: 12,000 |  |

| Матч № 23 2 травня 2004 | «Динамо» (Київ)   | 1 - 0 | «Карпати» (Львів) | Київ                                                  |  |
|                         | 31 п'Діого Рінкон |       |                   | Стадіон: «Динамо» ім. В. Лобановського Глядачі: 8,300 |  |

| Матч № 24 8 травня 2004 | Борисфен         | 2 - 0 | «Динамо» (Київ) | Бориспіль                     |  |
|                         | 58', 59'Максимов |       |                 | Стадіон: Колос Глядачі: 5,500 |  |

| Матч № 25 18 травня 2004 | «Динамо» (Київ)          | 2 - 0 | Металург З | Київ                                                  |  |
|                          | 25'Гусев 27'Верпаковскіс |       |            | Стадіон: «Динамо» ім. В. Лобановського Глядачі: 6,300 |  |

| Матч № 26 22 травня 2004 | «Дніпро» (Дніпропетровськ) | 1 - 0 | «Динамо» (Київ) | Дніпропетровськ                 |  |
|                          | 31 а'Федоров               |       |                 | Стадіон: Метеор Глядачі: 23,500 |  |

| Матч № 27 29 травня 2004 | «Динамо» (Київ)                                        | 6 - 0 | «Кривбас» | Київ                                                  |  |
|                          | 8', 26'Чернат 16', 27'Гавранчич 54'Шацьких 66 а'Спєвак |       |           | Стадіон: «Динамо» ім. В. Лобановського Глядачі: 9,500 |  |

| Матч № 28 10 червня 2004 | Арсенал (Київ) | 1 - 6 | «Динамо» (Київ)                                        | Київ                                   |  |
|                          | 55'Бабич       |       | 20'Гіоане 22', 83', 90 п'Белькевич 24'Шацьких 77'Гусін | Стадіон: «Олімпійський» Глядачі: 6,000 |  |

| Матч № 29 14 червня 2004 | «Динамо» (Київ)                                            | 4 - 2 | Чорноморець           | Київ                                                   |  |
|                          | 4'Федоров 39'Гавранчич 57'Діого Рінкон 66'Бадр Ель-Каддурі |       | 16'Косирін 89'Смалько | Стадіон: «Динамо» ім. В. Лобановського Глядачі: 14,000 |  |

| Матч № 30 19 червня 2004 | Волинь | 0 - 2 | «Динамо» (Київ)    | Луцьк                            |  |
|                          |        |       | 29'Чернат 68'Гусін | Стадіон: Авангард Глядачі: 7,200 |  |

## Кубок України
| 1/32 фіналу 8 серпня 2003 | «Угольок» (Димитров) | 0 - 7 | «Динамо» (Київ)                                                    | Димитров                         |  |
|                           |                      |       | 8', 40 п', 55 п'Головко 26'Гусев 57'Чернат 69'Мелащенко 81'Воробей | Стадіон: Авангард Глядачі: 5,000 |  |

| 1/16 фіналу 23 серпня 2003 | МФК Миколаїв | 0 - 6 | «Динамо» (Київ)                                                        | Миколаїв                             |  |
|                            |              |       | 33'Діого Рінкон 39'Мелащенко 59'Онищенко 70', 76'Шацьких 79'Мілевський | Стадіон: Центральний Глядачі: 22,000 |  |

| 1/8 фіналу 28 жовтня 2003 | «Динамо» (Київ) | 1 - 0 | Волинь | Київ                                                  |  |
|                           | 30'Мелащенко    |       |        | Стадіон: «Динамо» ім. В. Лобановського Глядачі: 1,500 |  |

| 1/4 фіналу 15 листопада 2003 | Іллічівець | 0 - 8 | «Динамо» (Київ)                                                                  | Маріуполь                          |  |
|                              |            |       | 5'Саблич 17'Белькевич 26'Роберто Нанні 37'Шацьких 52', 78'Гіоане 58'Діого Рінкон | Стадіон: Іллічівець Глядачі: 5,500 |  |

| 1/4 фіналу 19 листопада 2003 | «Динамо» (Київ) | 1 - 0 | Іллічівець | Київ                                                  |  |
|                              | 88'Онищенко     |       |            | Стадіон: «Динамо» ім. В. Лобановського Глядачі: 1,500 |  |

| 1/2 фіналу 7 березня 2004 | «Дніпро» (Дніпропетровськ) | 2 - 0 | «Динамо» (Київ) | Дніпропетровськ                 |  |
|                           | 15'Костишин 61'Рикун       |       |                 | Стадіон: Метеор Глядачі: 15,000 |  |

| 1/2 фіналу 20 квітня 2003 | «Динамо» (Київ)              | 2 - 1      | «Дніпро» (Дніпропетровськ) | Київ                                                   |  |
|                           | 44'Гавранчич 74'Верпаковскіс | [Протокол] |                            | Стадіон: «Динамо» ім. В. Лобановського Глядачі: 16,800 |  |

## Ліга Чемпіонів
| 3 кваліфай-раунд 12 серпня 2003 | «Динамо» (Київ)                    | 3 - 1 | «Динамо» (Загреб) | Київ                                   |  |
|                                 | 32'Сергій Федоров 39'Леко 82'Гусев |       | 42'Краньчар       | Стадіон: «Динамо» ім. В. Лобановського |  |

| 3 кваліфай-раунд 27 серпня 2003 | «Динамо» (Загреб) | 0 - 2 | «Динамо» (Київ)            | Загреб            |  |
|                                 |                   |       | 47'Шацьких 70'Діого Рінкон | Стадіон: Максимір |  |

«Динамо» вийшло у груповий раунд, перемігши з загальним рахунком 5-3.
| Матч № 1 17 веренсня 2003 | «Динамо» (Київ)      | 2 - 0 | Локомотив (Москва) | Київ                    |  |
|                           | 83', 90'Діого Рінкон |       |                    | Стадіон: «Олімпійський» |  |

| Матч № 2 1 жовтня 2003 | Інтернаціонале    | 2 - 1 | «Динамо» (Київ) | Мілан             |  |
|                        | 23'Адані 90'В'єрі |       | 34'Федоров      | Стадіон: Сан-Сіро |  |

| Матч № 3 21 жовтня 2003 | «Динамо» (Київ)         | 2 - 1 | Арсенал | Київ                    |  |
|                         | 27'Шацьких 64'Белькевич |       | 80'Анрі | Стадіон: «Олімпійський» |  |

| Матч № 4 5 листопада 2003 | Арсенал      | 1 - 0 | «Динамо» (Київ) | Лондон           |  |
|                           | 88'Ешлі Коул |       |                 | Стадіон: Ха́йбері |  |

| Матч № 5 25 листопада 2003 | Локомотив (Москва)                  | 3 - 2 | «Динамо» (Київ)         | Москва             |  |
|                            | 28'Бузникин 45 п'Ігнашевич 89'Паркс |       | 37'Белькевич 65'Шацьких | Стадіон: Локомотив |  |

| Матч № 6 10 грудня 2003 | «Динамо» (Київ) | 1 - 1 | Інтернаціонале | Київ                    |  |
|                         | 85'Діого Рінкон |       | 68'Адані       | Стадіон: «Олімпійський» |  |